# Frederick Rentschler
Frederick Brant Rentschler, född 8 november 1887 i Hamilton, Ohio, död 25 april 1956 i Boca Raton, Florida, var en amerikansk flygmotorsdesigner, flygingenjör, industriman och grundare av Pratt & Whitney Aircraft. Rentschler designade och tillverkade många revolutionära flygmotorer, inklusive motorer till flygplan som användes av till exempel Charles Lindbergh, Amelia Earhart och Jimmy Doolittle. Han är även medgrundare till United Aircraft and Transport Corporation, föregångare till United Technologies Corporation.